# Камак (Джорджія)
Камак (англ. Camak) — місто (англ. town) в США, в окрузі Воррен штату Джорджія. Населення — 141 особа (2020).

## Географія
Камак розташований за координатами 33°27′3″ пн. ш. 82°38′58″ зх. д. / 33.45083° пн. ш. 82.64944° зх. д. (33.450759, -82.649524).  За даними Бюро перепису населення США в 2010 році місто мало площу 2,06 км², з яких 2,05 км² — суходіл та 0,00 км² — водойми.

## Демографія
Згідно з переписом 2010 року, у місті мешкало 138 осіб у 63 домогосподарствах у складі 39 родин. Густота населення становила 67 осіб/км².  Було 86 помешкань (42/км²).
Расовий склад населення:
| - 50,0 % — чорних або афроамериканців - 48,6 % — білих |

До двох чи більше рас належало 1,4 %. Частка іспаномовних становила 1,4 % від усіх жителів.
За віковим діапазоном населення розподілялося таким чином: 16,7 % — особи молодші 18 років, 66,6 % — особи у віці 18—64 років, 16,7 % — особи у віці 65 років та старші. Медіана віку мешканця становила 49,0 року. На 100 осіб жіночої статі у місті припадало 84,0 чоловіків;  на 100 жінок у віці від 18 років та старших — 85,5 чоловіків також старших 18 років.
Середній дохід на одне домашнє господарство  становив 55 251 долар США (медіана — 46 125), а середній дохід на одну сім'ю — 64 041 долар (медіана — 62 750). Медіана доходів становила 35 625 доларів для чоловіків та 24 688 доларів для жінок. За межею бідності перебувало 15,5 % осіб, у тому числі 29,1 % дітей у віці до 18 років та 17,6 % осіб у віці 65 років та старших.
Цивільне працевлаштоване населення становило 70 осіб. Основні галузі зайнятості: публічна адміністрація — 20,0 %, виробництво — 17,1 %, фінанси, страхування та нерухомість — 17,1 %.